# Joppeicus paradoxus
Joppeicus paradoxus ist die einzige beschriebene Art der Familie Joppeicidae, die wiederum die einzige der Überfamilie Joppeicoidea innerhalb der Wanzen-Teilordnung Cimicomorpha ist.

## Merkmale
Die Wanzen werden etwa 3,0 Millimeter lang und ähneln Blumenwanzen. Die Oberseite der Tiere ist schwach mit Tuberkeln versehen. Die Facettenaugen sind verhältnismäßig klein und befinden sich nahe dem Hinterrand vom Kopf. Punktaugen (Ocelli) sind ausgebildet. Die ersten beiden Glieder der Fühler sind verhältnismäßig kurz, das vierte Glied trägt an der Spitze kräftige Setae. Am Labium befindet sich in Ruhestellung das zweite und dritte Glied im rechten Winkel zueinander. Das erste Segment ist sehr klein, das dritte ist etwa dreimal so lang wie das zweite und 1,5-mal so lang wie das vierte. Die Bucculae, die die Schnabelrinne seitlich begrenzenden Wangenplatten, verdecken die Basis des Labiums. Das Pronotum ist seitlich gerillt und trägt auf den ersten beiden vorderen Dritteln mittig einen Kiel. Die Hemielytren sind an der Subcubitalader rinnenförmig, R + M sind erhöht und kielförmig. Die costale und mediale Faltung fehlt. Der Membrane fehlt der „Processus corial“ genannte Stummel und hat nur schwach entwickelte Adern. Die Querader M-Cu fehlt auf den Hinterflügeln. Die Tarsen sind zweigliedrig. Die Duftdrüsen am Metathorax besitzen paarige Reservoirs und weit voneinander entfernte Öffnungen (Ostiolen). Der Hinterleib ist an der Verbindung zum Thorax ausgedehnt membranös. Er kann um 90° gedreht werden. Die ersten drei Terga sind membranös, das zweite Sternum ist ein schmaler Streifen. Am ersten Hinterleibssegment fehlt das Stigma, am zweiten bis achten liegt es an den Sterna. Bei den Nymphen liegen die Duftdrüsen am Hinterleib am Vorderrand der vierten bis sechsten Terga. Den Weibchen fehlt eine funktionsfähige Spermatheca und ihr Ovipositor ist stark zurückgebildet. Der Phallus ist als sklerotisierte Röhre ausgebildet. Die Genitalkapsel ist deutlich ausgeprägt, die Parameren sind symmetrisch.
Viele Merkmale der Art, wie etwa der Bau der Flügel, des Phallus und der großen Intersegmentalmembrane zwischen dem dritten und vierten Hinterleibssegmenten sind Autapomorphien.

## Vorkommen
Die Art ist auf den Süden Israels und den Lauf des Nils und des Blauen Nils in Ägypten und dem Sudan beschränkt. Die Art wurde vor allem am Nildelta gefunden. Man findet sie vor allem an Grenzbereichen, häufig an staubigen Orten, die nur selten von anderen Insekten besucht werden. Man hat sie am Erdboden, unter Steinen, in flachen Höhlen und unter Rinde, aber auch in Kolonien von Plattwanzen gefunden, die mit Fledermäusen zusammenlebten.

## Lebensweise
Die Wanzen leben räuberisch von einer Vielzahl verschiedener Beutetiere. Beim Angriff der Beute wird das Rostrum gerade vor dem Körper getragen. Bei der Paarung klammert sich das Männchen zunächst am Hinterleib des Weibchens fest und dreht seinen Hinterleib an der großen Membrane zwischen dem dritten und vierten Hinterleibssegment um 90° und bewegt seine Rückenseite unter die Bauchseite des Hinterleibs des Weibchens. So findet dann die eigentliche Paarung statt.

## Taxonomie und Systematik
Die Gattung Joppeicus wurde ursprünglich durch ihren Erstbeschreiber, Puton, 1881 in die Familie der Rindenwanzen (Aradidae) gestellt, später durch Bergroth (1898) zu den Bodenwanzen (Lygaeidae) verschoben und schließlich 1910 durch Reuter in den Familienrang erhoben. Reuter platzierte diese noch in der Überfamilie Aradoidea, erst Štys betrachtete die Familie als Teil der Miriformes.

## Belege